# Bujdosik az árva madár
A Bujdosik az árva madár magyar népdal. Stílusa átmenet a régi és az új stílus között. Eredete a XV–XVII. századra tehető. Számos szöveg- és dallamvariációja van. Balla Péter gyűjtötte a Hajdú megyei Tiszacsegén 1937-ben.
Feldolgozás:
| Szerző          | Mire                       | Mű                                                          | Előadás     |
| --------------- | -------------------------- | ----------------------------------------------------------- | ----------- |
| Weiner Leó      | zongora                    | Magyar népi muzsika, 4. darab                               | [ 2 ]       |
| Járdányi Pál    | vegyeskar                  | „Röpülj páva”: Húsz népdal, 13. dal: Bujdosik az árva madár | [ 3 ] [ 4 ] |
| Járdányi Pál    | zongora                    | Zongoraiskola I., 100. darab                                | [ 5 ]       |
| Máriássy István | zongora vagy ének és gitár | Elindultam szép hazámból, 11. kotta                         |             |

## Kotta és dallam
| 1. Bujdosik az árva madár, egyik ágról másikra száll, hát az ilyen árva, mint én, hogyne bujdokolna szegény. | 2. Elszökött az arany gulya, nem szól már a csengő rajta. Csak egy maradt a karámba, az is beteg, fáj a lába.        | 3. Hortobágyi gulyás legény, Gulyakútba esett szegény. Szomjan maradt a gulyája, Itassa meg a babája.            | 4. Én is vagyok olyan gulyás, Nem járok a gáton, mint más. Sorban legel az én gulyám, Gyönyörű, drága violám.    |
| 5. Bujdosik egy árva madár, Minden háztetőre leszáll. Mindig csak azt csirikolja, Nem leszünk egymásé soha.  | 6. Milyen madár az a madár, Ki kertembe szólani jár. Csak szépen szól, de le nem száll, Futok utána meg nem vár.     | 7. Várj meg madár még megvárnál, Szíved rejtekébe zárnál. Mint drága kincset tartanál, Társadnak megmarasztanál. | 8. Hess ki madár a kertemből, Ne pusztíts ki mindenemből. Mindenből kipusztítottál, Kerti rózsám nélkül hagytál. |
| 9. Kesereg egy árva madár, Ki ott fenn a fellegen jár. Hát az olyan árva mint én, Hogy ne keseregne szegény. | 10. Te kismadár, hogy tudsz élni, Mikor nem is tudsz beszélni. Ládd én mennyiket beszélek, Mégis rózsám nélkül élek. | | |

## Felvételek
Videók:
- Dinnyési Virág. YouTube 2'45''–5'22''
- Gajdos Zenekar. YouTube 0'00''–2'10''
- Kallós Zoltán. YouTube 0'0''–2'22''
- Tankó Jánosné. YouTube
- Majorcsics Emese. YouTube
- Daróczi László. YouTube 0'30''–2'18''
- Farkas Annamária. YouTube 0'00''–3'06''
- Pere János. YouTube 0'00''–2'05''
- Tasnádi Erika. YouTube

Feldolgozások videón:
- Herczku Ágnes gitárkísérettel. YouTube
- Dobroda zenekar. YouTube 0'0''–1'45''
- Fekete Borbála vonós kísérettel. YouTube 0'0''–1'50''